# ビリー・ハウル
ビリー・ハウル（Billy Howle, 本名：William Walter Douglas Howle、1989年11月9日 - ）は、イギリスの俳優。

## 人物
ストーク＝オン＝トレント出身。ブリストル・オールド・ヴィック演劇学校で演技を学ぶ。2017年の映画『追想』でシアーシャ・ローナンの夫役を演じて注目される。ローナンとはアントン・チェーホフの同名戯曲を原作とした2018年の映画『かもめ』でも恋人役で共演している。映画『スター・ウォーズ/スカイウォーカーの夜明け』ではレイ（演：デイジー・リドリー）の父親を演じている。
2016年のプラダの春夏メンズウェアのモデルに起用されている。

## 主な出演作品
- アガサ・クリスティー 検察側の証人 The Witness for the Prosecution (2016) ミニシリーズ
- ベロニカとの記憶 The Sense of an Ending (2017)
- ダンケルク Dunkirk (2017)
- 追想 On Chesil Beach (2017)
- かもめ The Seagull (2018)
- アウトロー・キング スコットランドの英雄 Outlaw King (2018)
- マザー・ファーザー・サン MotherFatherSon (2019) ミニシリーズ
- スター・ウォーズ/スカイウォーカーの夜明け Star Wars: The Rise of Skywalker (2019)